# Eclagnens
Eclagnens (toponimo francese) è una frazione di 146 abitanti del comune svizzero di Goumoëns, nel Canton Vaud (distretto del Gros-de-Vaud).

## Storia

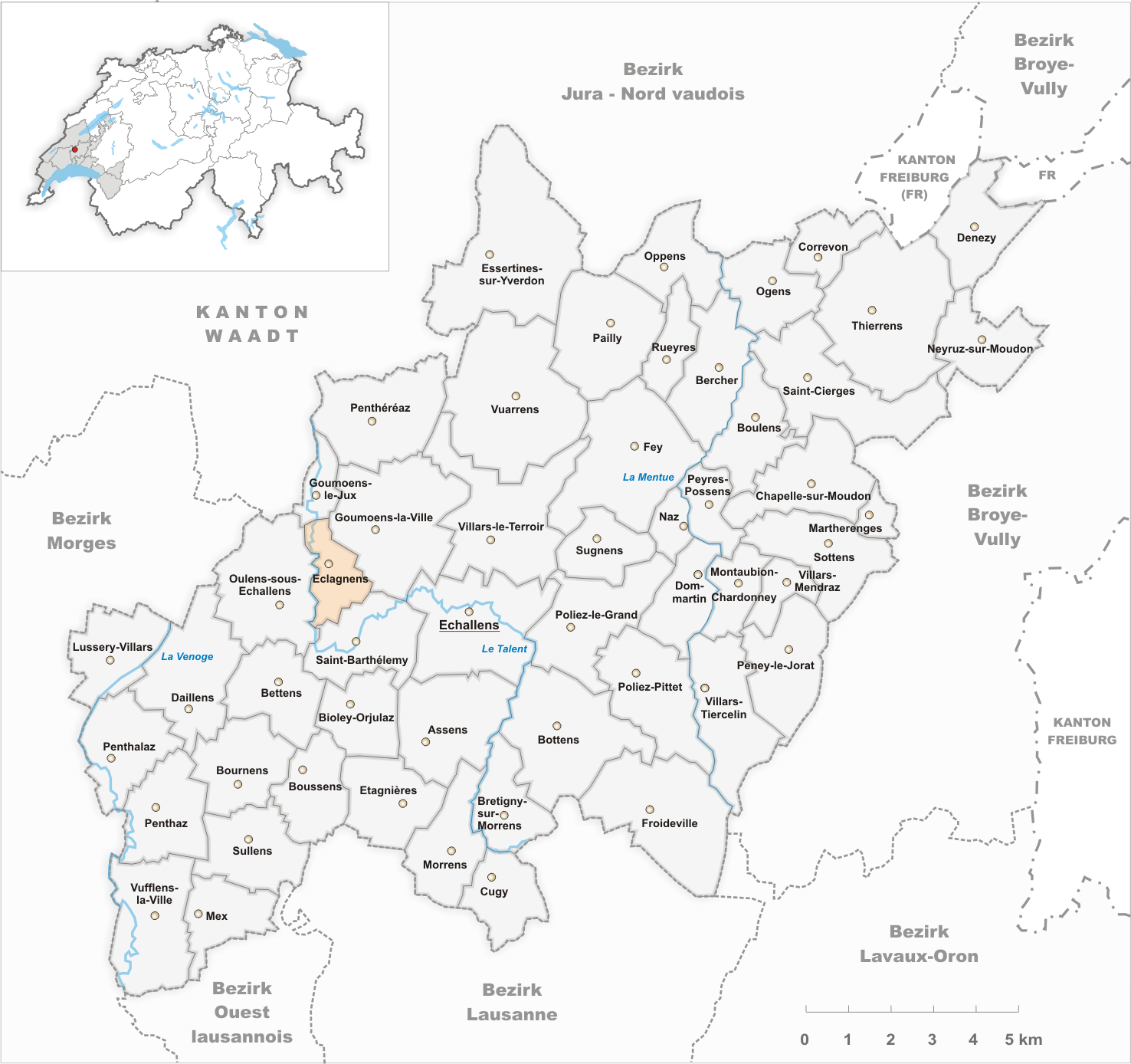
Il territorio del comune di Eclagnens prima degli accorpamenti comunali del 2011

Già comune autonomo che si estendeva per 2,14 km², nel 2011 è stato accorpato agli altri comuni soppressi di Goumoens-la-Ville e Goumoens-le-Jux per formare il nuovo comune di Goumoëns.

### Simboli
Il comune adottò il proprio stemma nel 1923 riprendendo l'emblema dei Signori di Montfaucon, aggiungendo una bordura allo scudo. La signoria di Montfaucon esisteva dal 1285.

## Società

### Evoluzione demografica
L'evoluzione demografica è riportata nella seguente tabella:
Abitanti censiti

## Amministrazione
Ogni famiglia originaria del luogo fa parte del cosiddetto comune patriziale e ha la responsabilità della manutenzione di ogni bene ricadente all'interno dei confini della frazione.